# Ернест Гулбис
Ернест Гулбис (на латински: Ernests Gulbis) е латвийски тенисист.

## Биография
Ернест Гулбис е роден на 30 август 1988 г. в Рига, Латвия. Гулбис израства в семейство от висшата класа. Неговите родители са колекционери на книги и го кръщават на писателя Ърнест Хемингуей. Баща му Аинарс е инвестиционен бизнесмен, а майка му Милена е театрална актриса. Неговият дядо по майчина линия Улдис Пуцитис е популярен актьор и режисьор. Той е второто от пет деца, има три сестри и един брат. Неговата по-малка полусестра Лаура Гулбис също е тенисистка. Неговият дядо по бащина линия Алвилс Гулбис е един от петимата стартови играчи на баскетболен отбор АСК Рига, който спечели Европейското първенство. Започва да играе тенис с баба си. Ернест Гулбис се жени за Тамара Копалейшвили през ноември 2017 г., те имат дете.

## Кариера
Ернест Гулбис има шест титли от ATP Тура. Най-доброто му представяне на турнир от Големия шлем е достигането до полуфинал на Откритото първенство на Франция през 2014 г. Преди това той достига четвъртфинал на Откритото първенство на Франция през 2008 г. Най-високото му класиране в кариерата на сингъл е световен номер 10, което го прави единственият латвийски тенисист, който някога е бил класиран в топ 10, той постига това през юни 2014 г.
От септември 2022 г. Ернест Гулбис е президент на Латвийския тенис съюз, като постепенно прекратява кариерата си на професионален тенисист.

## Кариерна статистика

### ATP финали (6 титли; 7 финала)
|        | П–З | Година | Турнир                | Клас      | Настилка   | Опонент              | Резултат      |
| ------ | --- | ------ | --------------------- | --------- | ---------- | -------------------- | ------------- |
| Победа | 1–0 | 2010   | Делрей Бийч Оупън     | 250 серии | Твърда     | Иво Карлович         | 6–2, 6–3      |
| Победа | 2–0 | 2011   | Лос Анджелис Оупън    | 250 серии | Твърда     | Марди Фиш            | 5–7, 6–4, 6–4 |
| Победа | 3–0 | 2013   | Делрей Бийч Оупън     | 250 серии | Твърда     | Едуар Роже-Васелин   | 7–6(7–3), 6–3 |
| Победа | 4–0 | 2013   | Санкт Петербург Оупън | 250 серии | Твърда (з) | Гилермо Гарсия Лопес | 3–6, 6–4, 6–0 |
| Победа | 5–0 | 2014   | Оупън 13              | 250 серии | Твърда (з) | Жо-Вилфрид Цонга     | 7–6(7–5), 6–4 |
| Победа | 6–0 | 2014   | Ница Оупън            | 250 серии | Клей       | Федерико Делбонис    | 6–1, 7–6(7–5) |
| Загуба | 6–1 | 2018   | Стокхолм Оупън        | 250 серии | Твърда (з) | Стефанос Циципас     | 4–6, 4–6      |